# Język waioli
Język waioli (a. wayoli, wajoli), także wai – język zachodniopapuaski używany w północno-zachodniej części indonezyjskiej wyspy Halmahera (kabupaten Halmahera Barat). Według danych szacunkowych z 1987 r. posługiwało się nim wówczas 3 tys. osób. Należy do grupy języków północnohalmaherskich.
Jego użytkownicy zamieszkują 11 wsi: Togola Waioli, Bataka, Jere, Nanas, Kampung Baru, Tabobo, Gorogoro, Sasur, Peot (na wybrzeżu), Togoaer, Tosoa (w głębi wyspy). Pomiędzy Togola Waioli i Bataka, w miejscowościach Sarau i Tobelos, używany jest bliżej niezbadany język tiana. Waioli został poddany wpływom języka ternate, wręcz w większym stopniu niż pozostałe języki rodziny północnohalmaherskiej, czemu sprzyja bliskość geograficzna obu języków.
Bywa klasyfikowany dwojako: jako odrębny język (w ramach grupy języków sahu) bądź jako dialekt języka sahu. Jako oddzielny język, tworzący wspólną grupę z sahu i gamkonora, potraktowali go C.E. Grimes i B.D. Grimes (1984/1994). Z kolei L.E. Visser i C.L. Voorhoeve (1987) zaliczyli waioli i gamkonora do dialektów sahu. Indonezyjska publikacja Peta Bahasa również włącza waioli pod pojęcie języka sahu. Lokalnie nazwa „sahu” określa jedynie dialekty tala’i i pa’disua; grupy Waioli i Gamkonora nie identyfikują się jako użytkownicy języka sahu.
Jest bliski leksykalnie językowi gamkonora. W szczególności dialekt gamkonora ze wsi Gamsungi jest blisko spokrewniony z waioli. J. Bowden informuje, że różnica między waioli a gamkonora sprowadza się do czynników religijnych (Waioli to chrześcijanie, a Gamkonora są muzułmanami) i że terminy te nie mówią nic o odrębności językowej. Obie grupy mają własną tożsamość etniczną.